# Спадцкая
Спадцкая (Спацкая) — речка в Краснинском районе Смоленской области России. Правый приток Вихры.
Длина 12 км. Исток у деревни Радобля Краснинского района Смоленской области. Общее направление течения на восток. Протекает через деревни Радобля, Крюково, Мончино, Чальцево.
В Спадцкую впадают ручьи Белышенка и несколько безымянных.